# Howard Cassady
Howard Albert Cassady (Columbus, Ohio, 1934. március 2. – Tampa, Florida, 2019. szeptember 20.) amerikai amerikaifutball-játékos.

## Pályafutása
1952 és 1955 között a Ohio State Buckeyes főiskolai csapatban játszott. 1955-ben a főiskolai bajnokság legjobb játékosának választották, azaz elnyerte a Heisman-trófeát (1955). 1956 és 1961 között a Detroit Lions, 1962-ben a Cleveland Browns,  majd a Philadelphia Eagles, 1963-ban ismét a Lions játékosa volt. 1957-ben NFL-bajnok lett a detroiti csapattal.

## Sikerei, díjai
- Heisman-trófea (1955)
- National Football League
  - győztes: 1957